# Norakert (Gegharkunik)
Pour l’article homonyme, voir Norakert.
Norakert (en arménien Նորակերտ) est une communauté rurale du marz de Gegharkunik, en Arménie. Fondée en 1927, elle compte 978 habitants en 2008.